# Ioli Mytilineou
Ioli Mytilineou (griechisch Ιόλη Μυτιληναίου, * 29. Juli 1997 in Athen) ist eine griechische Springreiterin. Sie ist nach 24 Jahren die zweite griechische Athletin, die sich über ihr internationales Ranking für den Wettbewerb des Springreitens bei Olympischen Sommerspielen qualifizieren konnte.

## Leben und Karriere
Ioli Mytilineou ist die Tochter der Reitsportlerin Hannah Mytilineou und des Unternehmers Jannis Mytilineos, der ebenfalls reitet. Sie begann schon als kleines Kind auf dem Pferderücken zu sitzen und sich für diesen Sport zu begeistern. Damit setzte sie eine Familientradition fort. Ihre Mutter Hannah Mytilineou vertrat Griechenland 2004 bei den Olympischen Sommerspielen in Athen. Sie erhielt die Möglichkeit zur Teilnahme über die Quote, die dem Gastgeberland der Spiele zusteht.
2010 und 2011 nahm Ioli Mytilineou bereits am Finale der Europäischen Kinder-Reitmeisterschaften teil. Im Jahr 2011 wurde sie griechische Meisterin bei den Springreitmeisterschaften für Kinder und Erste bei den Balkan-Meisterschaften im Springreiten ihrer Altersgruppe. Anschließend gewann sie zwei Jahre in Folge die griechischen Jugend-Reitmeisterschaften (2012 und 2013). Zusätzlich wurde sie 2012 auch Balkan-Jugendmeisterin.
2017 gewann Mytilineou die griechische Meisterschaft im Springreiten mit ihrem Pferd Broadway. Nach ihrem Schulabschluss begann sie ein Studium der Psychologie am King’s College in London, zog dann aber nach einem Monat nach Belgien, weil es dort eine lange Reittradition und gute Reitbedingungen gibt, um sich nun ganz dem Reitsport zu widmen.
2021 nahm sie an den Europameisterschaften im Springreiten in Riesenbeck teil. Mit ihrem Pferd Levis de Muze erreichte sie Platz 12. Im Jahr 2022 war sie Mitglied des Teams Paris Panthers und nahm zum ersten Mal an der Global Champions League teil. Sie war die erste griechische Teilnehmerin bei diesem Reitevent. Im selben Jahr konnte sie mit dem Pferd  L'Artiste de Toxandra bei den FEI Weltmeisterschaften im Springreiten auf den 19. Platz kommen. 2023 ritt sie bei den Europameisterschaften in Mailand ihr Pferd L´Artiste de Toxandra, mit dem sie den 31. Platz belegte.
Im Dezember 2023 qualifizierte sie sich durch ihre Erfolge bei internationalen Reitwettbewerben für die Olympischen Sommerspiele 2024 in Paris. Sie erreichte bei den Spielen im ersten Umlauf mit 12 Strafpunkten den Platz 57.
Mytilineou wird von Sean Crooks trainiert.

## Auszeichnungen
2022 erhielt Mytilineou und mit ihrem Pferd Levis de Muze den Martha W. Jolicoeur Leading Lady Rider Award für ihre Leistungen im WEF Challenge Cup Round 8 und im CSIO4* Grand Prix, da sie die meisten Punkte von allen Amazonen sammelte, die an den Veranstaltungen der 8. Woche des Winter Equestrian Festivals teilnahmen.